# Rotație guvernamentală
Un guvern prin rotație sau o rotație guvernamentală este una dintre modalitățile de formare a unui guvern într-un stat parlamentar. Este un guvern care, pe parcursul mandatului său, va avea persoana care deține postul de prim-ministru schimbându-se (sau „rotându-se”), fie în cadrul aceluiași bloc politic, fie ca parte a unei mari coaliții. Israelul are de departe cea mai mare experiență cu un astfel de aranjament de guvernare.
De obicei, această alternanță este ghidată de convenția constituțională cu demisia primului deținător al funcției pentru a permite celui de-al doilea să formeze un nou guvern. Israelul, care a stabilit mecanismul de rotație în 1984, l-a legiferat în 2020.
Până în 2023, s-au format guverne prin rotație în Bulgaria, Irlanda, Israel, Malaezia, Macedonia de Nord, România și Turcia. Rotații reușite au avut loc doar în Israel (întâi cu rotația dintre Șimon Peres și Yitzhak Shamir, iar a doua - odată cu ascensiunea lui Yair Lapid la funcția de prim-ministru al Israelului la 1 iulie 2022, îndeplinind acordul guvernului său de coaliție) și în Irlanda (cu Leo Varadkar revenind ca Taoiseach în decembrie 2022); în toate celelalte cazuri, fie rotația nu a avut loc încă, fie guvernul s-a prăbușit înainte de a putea avea loc. Un guvern prin rotație a fost luat în considerare și după alegerile federale germane din 2005.

## Bulgaria
Guvernul Denkov, al 102-lea cabinet al Bulgariei, a fost aprobat de parlament la 6 iunie 2023 și este o coaliție majoritară a GERB și PP-DB. Conform acordului de coaliție, se pregătește să fie un guvern prin rotație, în care Nikolai Denkov din PP-DB va avea funcția de premier, cu Maria Gabriel din GERB servind ca viceprim-ministru și, după nouă luni, cei doi își vor schimba pozițiile.

## Mitologia greacă
În scrierile lui Diodor și Bibliotheca lui Pseudo-Apolodor, fiii lui Oedip, Eteocles și Polinice, au convenit să împartă alternativ conducerea regatului Tebei, aceștia schimbându-se în fiecare an. Când s-a încheiat primul an ca rege al lui Eteocle, acesta a refuzat să renunțe la domnie, exilând-o pe Polinice, care și-a găsit aliați în Argos pentru a recuceri orașul, evenimentele fiind relatate în tragedia Cei șapte contra Tebei a lui Eschil.

## Germania
După alegerile federale germane din 2005, a fost luată în considerare posibilitatea unui guvern prin rotație între CDU și SPD; sub ea, cancelarul SPD Gerhard Schröder ar fi continuat să servească până în 2007, moment în care Angela Merkel din CDU ar fi preluat pentru cei doi ani rămași. CDU a respins acest lucru și a optat pentru o mare coaliție fără rotație, Merkel deținând Cancelaria pe tot parcursul mandatului.

## Irlanda
După alegerile generale irlandeze din 2020, pe 27 iunie 2020, pe baza unui guvern prin rotație, a fost formată o coaliție formată din Fianna Fáil, Fine Gael și Partidul Verzilor. Micheál Martin de la Fianna Fáil a devenit Taoiseach cu un acord că Leo Varadkar de la Fine Gael va servi ca adjunct al său (Tánaiste⁠(d)) până în decembrie 2022, când va deveni Taoiseach. Rotația a avut loc pe 17 decembrie 2022, Varadkar a jurat pentru al doilea mandat neconsecutiv ca Taoiseach, iar Martin a luat rolul de Tánaiste.

## Israel
Israelul a fost prima țară care a folosit un guvern prin rotație (în ebraică ממשלת רוטציה, transliterat: memshelet rotatzia) în 1984, în urma negocierilor pentru formarea unui guvern de mare coaliție după alegerile neconcludente din 1984. Acordul de rotație din 1984 nu era obligatoriu; de jure, guvernul prin rotație a fost format din două guverne succesive, unul format în 1984 și condus de Shimon Peres de la HaMa'arakh și altul format în 1986 și condus de Yitzhak Shamir din Likud, dar ale cărui membri și distribuție de portofolii erau de altfel identice. În plus, deoarece guvernul de rotație din 1984 era în mod oficial două guverne „obișnuite”, prim-ministrul putea revoca unilateral miniștri din blocul supleant: de altfel, Shimon Peres l-a forțat pe ministrul de finanțe Likud, Yitzhak Moda'i⁠(d), să demisioneze, în ciuda obiecțiilor lui Shamir.
La alegerile legislative israeliene din 2015, Uniunea Sionistă a propus inițial ideea formării unui guvern prin rotație intra-partid între co-liderii săi Isaac Herzog și Tzipi Livni, în care Herzog va servi pentru primii doi ani și Livni pentru următorii doi, deși Livni a anunțat pe 16 martie 2015 că doar Herzog va servi ca prim-ministru al unui guvern condus de Uniunea Sionistă.
Ideea unei mari coaliții bazate pe rotație a luat loc din nou în timpul crizei politice israeliene din 2019-2022 și al negocierilor pentru formarea celui de-al 35-lea guvern israelian după alegerile pentru cea de-a 23-a Knesset, dar, spre deosebire de 1984, au fost făcute modificări ample în Legea fundamentală : Guvernul ca să stabilească o rotație obligatorie din punct de vedere juridic, în cadrul unui mecanism cunoscut sub numele de „Guvern de alternanță” (în ebraică ממשלת חילופים, transliterat: memshelet chilufim). Conform acestor modificări, mandatul primului ministru inițial expiră automat când vine timpul de rotație și acesta schimbă funcțiile cu prim-ministrul supleant, fără a fi nevoie să formeze un nou guvern de jure. Conform legii, statutul prim-ministrului supleant este înrădăcinat din punct de vedere legal - de exemplu prim-ministrul trebuie să obțină aprobarea prim-ministrului supleant înainte de a scoate miniștri din blocul acestuia din urmă.
Primul guvern de alternanță a fost cel de-al 35-lea guvern israelian, rotația fiind făcută între Likud (Benjamin Netanyahu) și Albastru și Alb (Benny Gantz). Cele două partide au identificat acordul de rotație ca o parte centrală a acordului lor de coaliție. Înalta Curte de Justiție a audiat o petiție (introdusă de Mișcarea pentru un Guvern de Calitate, Meretz și alții) care contesta Legea fundamentală care autoriza acordurile de rotație, dar un complet format din nouă judecători a decis în 2021 că astfel de acorduri „nu echivalează cu refuzul caracteristicilor democratice de bază ale statului Israel" și că justiția nu poate interveni în consecință.
Conform acordului, Netanyahu era prim-ministru, iar Gantz era prim-ministru supleant. Cei doi urmau să schimbe pozițiile pe 17 noiembrie 2021, după ce Netanyahu a condus 18 luni ca prim-ministru. Cu toate acestea, rotația programată nu a avut loc niciodată, deoarece guvernul s-a prăbușit după șase luni, după ce Netanyahu a manevrat pentru a împiedica adoptarea bugetului de stat pe 2020, declanșând noi alegeri în martie 2021; mutarea nu i-a permis lui Gantz să devină prim-ministru.
Al 36-lea guvern israelian, un guvern de coaliție cu bază largă de opt partide, format după alegerile legislative israeliene din 2021, l-a înlăturat pe Benjamin Netanyahu din funcția de prim-ministru. Ca parte a acordului de coaliție, părțile au convenit ca Naftali Bennett de la Yamina⁠(d) să fie prim-ministru al Israelului timp de doi ani, începând cu 2021, în timp ce Yair Lapid de la Yesh Atid⁠(d) a fost numit prim-ministru supleant și va prelua funcția de prim-ministru pentru doi ani începând chiar după 2023. După ce coaliția și-a pierdut majoritatea, ducând la prăbușirea acesteia, Bennett și Lapid au anunțat noi alegeri (a cincea rundă de alegeri israeliene în patru ani) la 1 noiembrie 2022. Knesset s-a dizolvat oficial la 30 iunie 2022; în aceeași zi, în conformitate cu acordul din 2021, Lapid a devenit prim-ministru, servind în calitate de interimar până la alegerile cu patru luni mai târziu.

### Caracteristicile din 2020
Într-un guvern prin alternanță la putere, așa cum este stabilit prin amendamentele din 2020 la Legea fundamentală: Guvernul, prim-ministru supleant este o funcție deținută fie de un membru al Knesset, care este desemnat să servească ulterior ca prim-ministru într-un guvern sau un membru al Knesset-ului care a servit deja ca prim-ministru mai devreme într-un guvern și de atunci a renunțat la această funcție. Prim-ministrul în exercițiu și premierul supleant depun jurământul împreună.
În următoarele cazuri prim-ministrul supleant îl va înlocui pe primul-ministru în funcție:
- la încetarea mandatului de prim-ministru în exercițiu.
- la demisia prim-ministrului în exercițiu din funcția de prim-ministru
- la trecerea în neființă a premierului în exercițiu.
- la trecerea a 100 de zile în care prim-ministrul în exercițiu a fost în incapacitate din motive de sănătate.
- la demiterea prim-ministrului în exercițiu de către Knesset.

Legea prevede că „numărul de miniștri identificați ca având o afinitate cu primul ministru va fi egal cu numărul miniștrilor care sunt identificați ca având o afinitate cu premierul supleant; însă, dacă numărul miniștrilor nu va fi egal, guvernul va stabili un mecanism de vot conform căruia puterea de vot a tuturor miniștrilor afiliați prim-ministrului să fie egală cu puterea de vot a tuturor miniștrilor afiliați prim-ministrului supleant sau reguli privind modul în care vor fi luate deciziile pentru a asigura un astfel de raport.” Prim-ministrul supleant va fi prim-ministru interimar.
Unele dintre clauzele din Legea fundamentală: Guvernul care se aplică prim-ministrului în funcție se va aplica și prim-ministrului supleant, inclusiv clauza 18 (d), care prevede că mandatul primului ministru expiră la condamnarea sa printr-o hotărâre definitivă pentru o infracțiune. Legea fundamentală prevede că atunci când prim-ministrul este condamnat conform celor menționate mai sus, prim-ministrul supleant îl va înlocui, dar atunci când prim-ministrul supleant este condamnat conform celor menționate mai sus, guvernul nu va fi considerat a fi demisionat.

## Malaezia

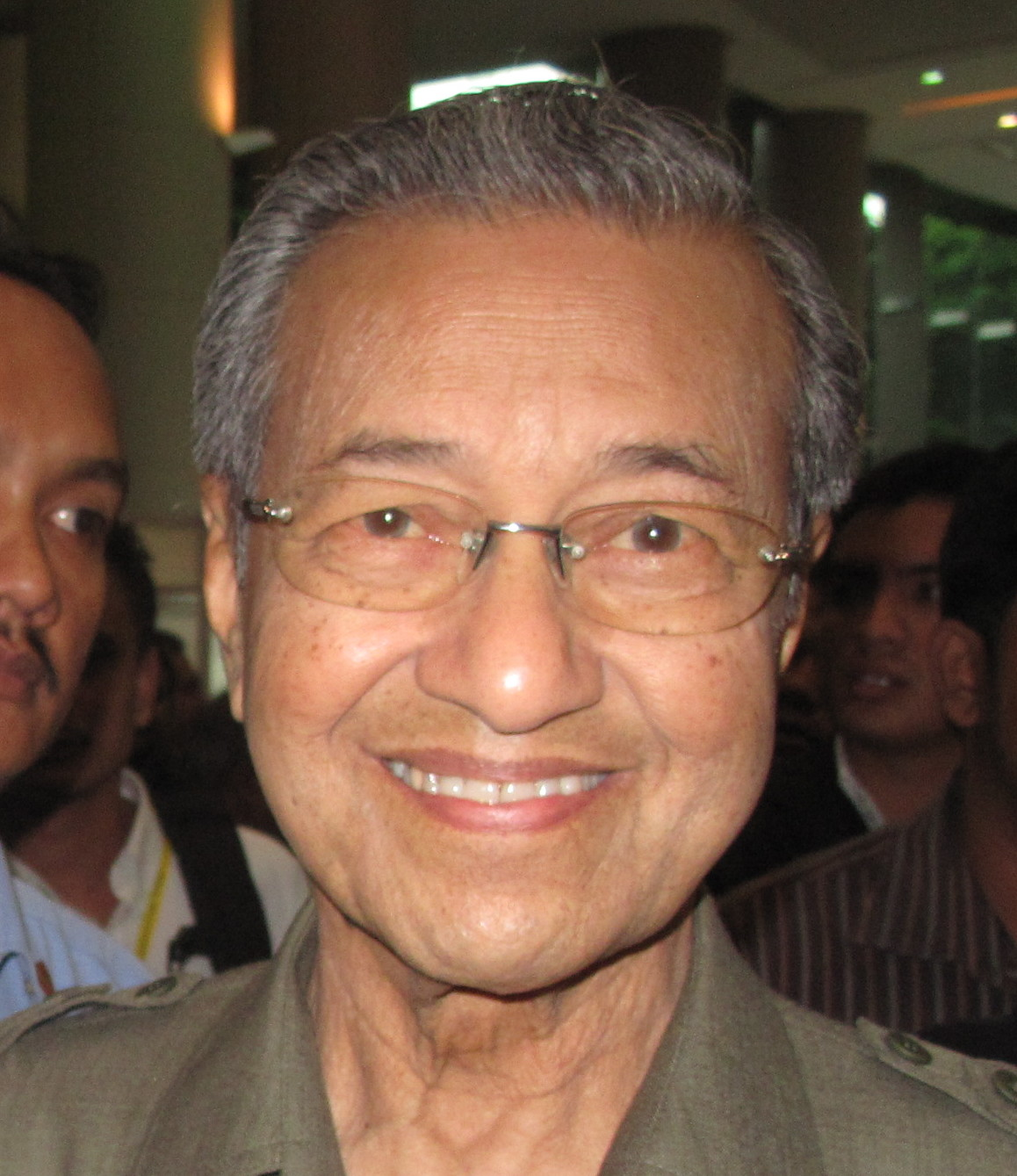
Mahathir Mohamad a facilitat schimbarea de guvernare în Malaezia

În campania pentru alegerile generale din Malaezia din 2018, Pakatan Harapan⁠(d), opoziția de atunci, a anunțat că, dacă se va forma un guvern condus de PH, Mahathir Mohamad va servi inițial ca prim-ministru și va obține grațierea liderului opoziției întemnițat Anwar Ibrahim⁠(d) și că funcția de premier va fi ulterior cedată lui Anwar Ibrahim după eliberarea sa. În timp ce Anwar Ibrahim a fost eliberat din închisoare la 16 mai 2018, rotația planificată nu a avut loc până la prăbușirea guvernului format de Mahathir la 1 martie 2020.

## Macedonia de Nord
În campania pentru alegerile parlamentare din Macedonia de Nord din 2020, Uniunea Democrată pentru Integrare a condiționat participarea sa la orice coaliție de etnia albaneză a candidatului pentru funcția de prim-ministru, lucru pe care atât Uniunea Social Democrată din Macedonia, cât și VMRO-DPMNE au refuzat-o. La 18 august, SDSM și DUI au anunțat că au ajuns la un acord privind un guvern de coaliție, precum și la un compromis cu privire la problema unui prim-ministru de etnie albaneză. Conform acordului, liderul SDSM, Zoran Zaev⁠(d), va fi instalat în funcția de prim-ministru și va ocupa această funcție până la 100 de zile înainte de următoarele alegeri parlamentare. La acel moment, BDI va propune un candidat de etnie albaneză pentru funcția de prim-ministru, iar dacă ambele partide sunt de acord cu privire la candidat, acel candidat va duce la bun sfârșit mandatul rămas până la alegeri.

## România
Cabinetul Ciucă este primul guvern prin rotație care a preluat puterea în România, din care membri sunt PSD, PNL și UDMR. Presupunând că această coaliție nu se va desființa între timp, ca cea a cabinetului precedent într-un mod care a dus la criza politică românească din 2021, Nicolae Ciucă de la PNL ar ocupa funcția de prim-ministru până în 2023. Apoi funcția ar aparține PSD până la următoarele alegeri legislative din România din 2024.

## Turcia
Cel de-al 53-lea guvern al Turciei a fost planificat să fie un guvern prin rotație între Partidul Calea Adevărată (DYP) și Partidul Patria Mamă (ANAP), cu mandatul de premier alternând între cele două partide în fiecare an. Votul de încredere a fost declarat nul de Curtea Constituțională, nefiind obținută majoritatea absolută a deputaților.
Cel de-al 54-lea guvern al Turciei a fost planificat să fie un guvern de rotație între Partidul bunăstării (RP) și DYP. Inițial, Necmettin Erbakan de la RP a fost prim-ministru, iar Tansu Çiller de la DYP a fost viceprim-ministru, rotația dintre cei doi având loc în 1997. Când Erbakan a demisionat pentru a se asigura că va avea loc rotația, președintele Süleyman Demirel l-a numit în schimb pe Mesut Yılmaz⁠(d) de la ANAP ca noul prim-ministru.